# Rhythm and blues
 Der er for få eller ingen kildehenvisninger i denne artikel, hvilket er et problem. Du kan hjælpe ved at angive troværdige kilder til de påstande, som fremføres i artiklen.

 Denne artikel bør gennemlæses af en person med fagkendskab for at sikre den faglige korrekthed.

Ikke at blive forvekslet med den mere moderne genre udviklet i slutningen af 1970'erne, se Moderne R&B. 
Rhythm'n'blues, også kaldt R&B, er karakteriseret ved at være en blanding af blues og så noget rytme. R&B er ikke en genre, men derimod en samlebetegnelse for den rytmiske musik, som afrikansk-amerikanske musikere i USA hovedsagelig har spillet. Den var musikbladet Billboard forsøg på en erstatning for ordet race music (musik spillet af 'dem af en anden race').
Da betegnelsen opstod i 1940'erne, dækkede den over en musikform som var en forgænger til rock og soul. Datidens rhythm'n'blues var stærkt inspireret af jazz og især gospel og den såkaldte jump. Musikerne på den tid gik ikke meget op i genrenavne, og en del jazz-musikere spillede også rhythm'n'blues og omvendt. Således indspillede swing-navne som Johnny Otis, Jay McShann og Tiny Bradshaw også rhythm'n'blues-plader.
Rhythm'n'blues-genren fik sin store udbredelse gennem hvide, britiske rockgrupper som bl.a. The Rolling Stones, hvis tidlige musik var tydeligt inspireret af rhythm'n'blues. Efterhånden forsvandt betegnelsen, efterhånden som afledte genrer som f.eks. soul vandt frem.
I vore dage betegner rhythm'n'blues (eller R&B, som den normalt kaldes) en afrikansk-amerikansk variant af popmusik med vægt på inspiration fra soul, rap, dance m.v. Ligheden med den musikgenre, der oprindelig blev kaldt rhythm'n'blues er meget lille.